# Takako Tezuka
Takako Tezuka (手塚 貴子, Tezuka Takako, Utsunomiya, 6 november 1970) is een voormalig Japans voetbalster.

## Carrière
Tezuka speelde onder meer voor NTV Beleza (Yomiuri Nippon SC Ladies Beleza).
Zij nam met het Japans vrouwenvoetbalelftal deel aan de Wereldkampioenschappen in 1991. Japan werd uitgeschakeld in de groepsfase met de Brazilië, Zweden en Verenigde Staten. Daar stond zij in alle drie de wedstrijden van Japan opgesteld.

## Statistieken
| Japans vrouwenvoetbalelftal | Japans vrouwenvoetbalelftal | Japans vrouwenvoetbalelftal |
| Jaar                        | Wed.                        | Dlp.                        |
| --------------------------- | --------------------------- | --------------------------- |
| 1986                        | 10                          | 1                           |
| 1987                        | 4                           | 0                           |
| 1988                        | 3                           | 1                           |
| 1989                        | 9                           | 6                           |
| 1990                        | 4                           | 6                           |
| 1991                        | 11                          | 5                           |
| Totaal                      | 41                          | 19                          |